# Mysterious Skin
Mysterious Skin è un film del 2004 scritto e diretto da Gregg Araki, tratto dall'omonimo romanzo di Scott Heim.

## Trama
Durante l’estate del 1981, due bambini di otto anni, Brian Lackey e Neil McCormick, giocano nella stessa squadra di baseball a Hutchinson, Kansas. Entrambi vivono esperienze che segneranno profondamente le loro vite. Neil, cresciuto con una madre single irresponsabile, scopre presto la propria omosessualità e cade vittima dell’abuso sistematico da parte dell’allenatore della squadra. Brian, trascurato dai genitori, viene ritrovato nel seminterrato di casa con il naso sanguinante e un vuoto di memoria di cinque ore. Da quel momento, soffre di amnesie, emicranie e sogni ricorrenti su una strana mano bluastra, arrivando a credere di essere stato rapito dagli alieni.  Più tardi, un altro ragazzo con la stessa uniforme della Little League inizia ad apparire in questi sogni. Nel 1987, Neil inizia a prostituirsi con uomini più grandi e quattro anni dopo si trasferisce a New York, dove vive la sua migliore amica, Wendy. Qui, un incontro con un cliente malato di AIDS lo spinge a cercare un lavoro normale. Intanto, Brian, ossessionato dal mistero del suo passato, conosce Avalyn Friesen, una donna che sostiene di essere stata rapita dagli alieni. Tuttavia, la loro amicizia si interrompe quando lei tenta un approccio sessuale. 
Determinato a scoprire la verità, Brian vede una foto della sua squadra e riconosce Neil come il ragazzo dei suoi sogni. Dopo essere stato brutalmente aggredito da un cliente, Neil torna in Kansas per Natale, dove incontra Brian per la prima volta in oltre un decennio. I due si ritrovano nella casa dell’ex allenatore e Neil rivela a Brian ciò che realmente accadde quella notte del 1981: l’allenatore li condusse nella sua casa e abusò di loro, costringendoli anche a compiere atti l’uno sull’altro. Brian, sopraffatto dall’orrore, scoppia in lacrime, mentre Neil lo conforta. Mentre le voci dei cantori natalizi intonano "Silent Night", i due ragazzi iniziano finalmente a confrontarsi con il loro passato, trovando nella condivisione una possibilità di cambiare in meglio le proprie vite.

## Sceneggiatura
Il film riprende dal romanzo da cui è tratto la struttura soggettiva del racconto. Il libro dedica capitoli anche al punto di vista di alcuni personaggi secondari, mentre il film privilegia decisamente quello dei due protagonisti.
La sceneggiatura dello stesso Araki è comunque estremamente fedele alla pagina scritta, dalla quale si discosta solo in pochi e non significativi episodi. Nell'intervista rilasciata a Venezia durante la presentazione del film e riprodotta tra i contenuti dell'edizione italiana in dvd, Araki si dichiara debitore del libro, al quale ha voluto attenersi scrupolosamente, per riguardo per la profondità e la delicatezza dei contenuti narrati.